# 己氏 (莒国人)
己氏（？—？），己姓，春秋时期莒国女性人物。
孟穆伯在莒国先娶戴己，生孟文伯；戴己之妹声己为媵，生孟惠叔。戴己去世，孟穆伯到莒国为东门襄仲聘妻。鲁文公七年（前620年）冬，徐国攻打莒国，莒国人请与鲁国结盟，孟穆伯到莒国参加盟会，为东门襄仲迎接莒女己氏。到达鄢陵，登上城见到己氏，发现她很美丽，于是自己娶了她。东门襄仲大怒，请求鲁文公攻打孟穆伯，鲁文公准备答应。叔仲惠伯劝止了鲁文公。鲁文公阻止襄仲进攻。叔仲惠伯进行调解：让东门襄仲不娶己氏，孟穆伯也把己氏送回莒国，兄弟如初。东门襄仲和孟同意听从了。次年，孟穆伯去成周为周襄王吊丧。他没有到成周，而是带了礼物逃亡到莒国，与己氏重做夫妻。鲁国于是立孟文伯做孟氏的继承人。